# حشرة القلب والسهام
حشرة القلب والسهام (الاسم العلمي: Agrotis exclamationis) هي حشرة تصيب النبات، من فصيلة(ليليات: Noctuidae)، تم وصف هذا النوع لأول مرة بواسطة كارل لينيوس عام 1758،  وهي فراشة تعتبر من أكثر الفراشات انتشارًا في المنطقة الأوروبية، وتنتشر في المناطق من أيرلندا إلى اليابان.

## الوصف
هذا نوع متغير تمامًا حيث تتراوح أجنحته الأمامية من البني الفاتح إلى البني الداكن ولكن يمكن التعرف عليه دائمًا من خلال الندبات الداكنة ذات الشكل المميز والتي أعطته اسمه الشائع.
يبلغ طول جناحيها 35-44 ملم. الأجنحة الخلفية بيضاء اللون، تكون الأجنحة الخلفية لهذا النوع شاحبة أكثر من تلك الموجودة في القلب.
تطير هذه العثة ليلاً من مايو إلى يوليو وتنجذب للضوء، وأحيانًا بأعداد كبيرة، وتزور بشكل متكرر الزهور الغنية بالرحيق.

## اليرقة
اليرقات ذات لون رمادي-بني، شاحب من الناحية البطنية ولها خط ظهري شاحب يمكن التعرف عليها بوضوح.

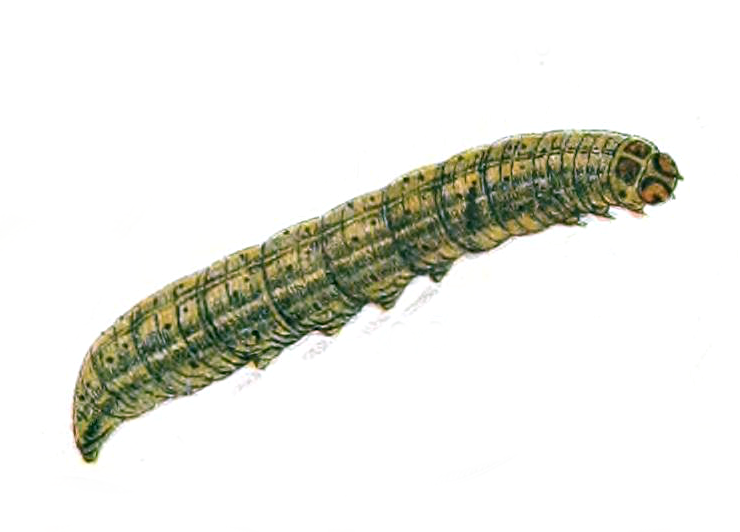
يرقة

الشرنقة حمراء زاهية. يوجد على المشمرة شوكتان قصيرتان منحنيتان. تتغذى اليرقات على مجموعة متنوعة من النباتات، سواء البرية أو المزروعة.

## الأضرار
هي واحدة من الديدان القارضة سيئة السمعة وغالبًا ما تقطع النباتات الموجودة في القاعدة أو تلحق بها أضرارًا قاتلة. يقضي هذا النوع فترة الشتاء على شكل يرقة كاملة النمو في حجرة في التربة قبل أن تتشرنق في الربيع.